# Electric Callboy
Gli Electric Callboy (precedentemente noti come Eskimo Callboy) sono un gruppo musicale tedesco formatosi nel 2010 a Castrop-Rauxel, in Vestfalia.

## Storia

### Prime uscite eBury Me in Vegas(2010-2013)

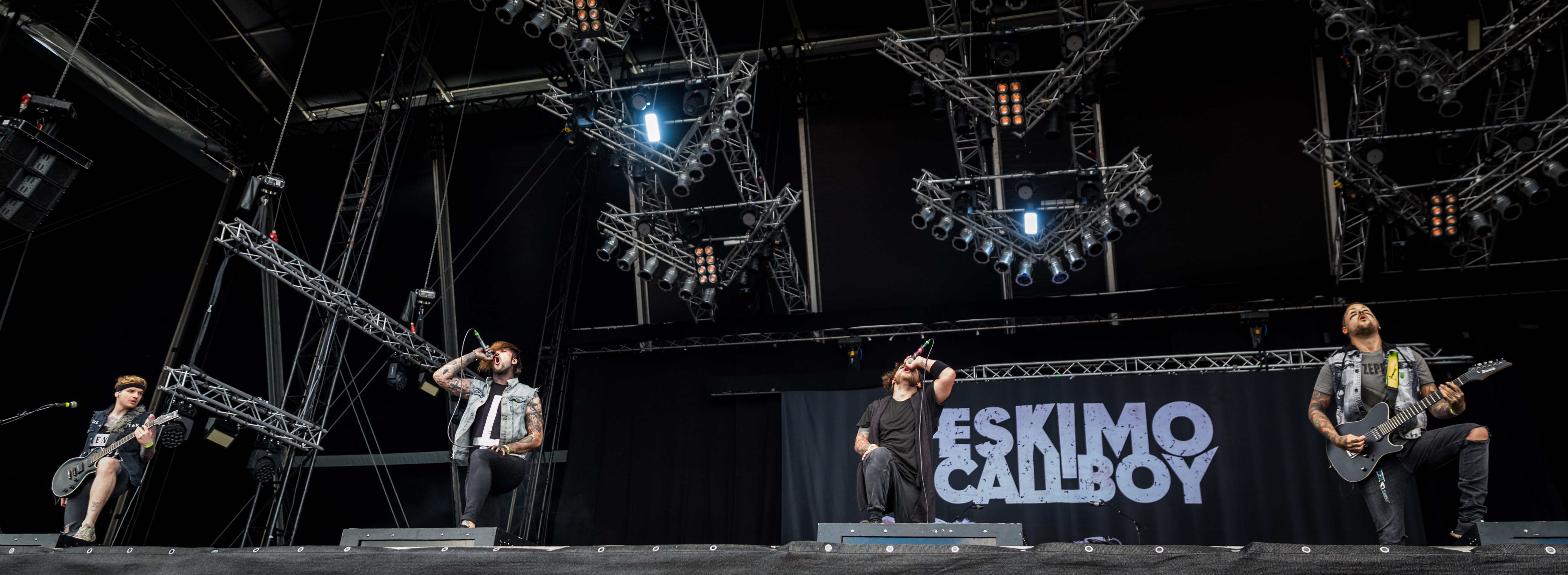
Gli Electric Callboy dal vivo al Wacken Open Air.

Formata a Castrop-Rauxel nel 2010, nell'agosto stesso anno la band pubblica il primo EP Eskimo Callboy, autoprodotto e distribuito inizialmente tramite EMP e successivamente tramite l'etichetta discografica Redfield Records. Dall'EP vengono estratti i primi singoli d'esordio Monsieur Moustache vs. Clitcat e Hey Mrs Dramaqueen. Nel suo primo anno di vita la band ha partecipato a eventi di altri gruppi come i Bakkushan, Callejon, Ohrbooten, We Butter the Bread with Butter ed i Neaera.
Nel 2011 suonano al Traffic Jam Open Air e al Mair1 Festival; mentre il 23 marzo 2012 pubblicano il loro album di debutto Bury Me in Vegas. Dal 28 al 30 settembre 2012 il gruppo partecipa al Geki Rock Play Tour in Giappone. Dopo il Geki Rock il gruppo va in tour in Cina e in Russia e tra ottobre e novembre 2012 suonano assieme agli Electro WassBass per i Callejon al loro Blitzkreuz Tour. Durante l'ultima data del tour, al Live Music Hall di Colonia il 10 novembre 2012, nove fan sono rimasti feriti dopo che pezzi del soffitto sono caduti nell'area moshpit. Il concerto è stato sospeso e riprogrammato per il 23 febbraio 2013 all'E-Werk di Colonia, tuttavia il gruppo non ha partecipato alla nuova data poiché in quel periodo erano in tour assieme ai The Browning, ai Close to Home e agli Intohimo.
Il 17 novembre 2012, dopo un concerto a Düsseldorf, la band annuncia che si sarebbero separati dal loro batterista Michael Maletzki, sostituito da David Friedrich. Nell'agosto 2013 la band partecipa al Wacken Open Air e al Geki Rock Tour in Giappone; mentre il 13 settembre 2013 vincono l'Up And Coming (premio per il miglior esordiente) ai German Metal Hammer Awards, tenutisi a Berlino.

### We Are the Mess,Crystals,The Scene,Rehabe partenza di Biesler (2013-2020)
Nell'autunno del 2013 la band inizia a registrare il secondo album We Are the Mess ai Kohlekeller Studios insieme al produttore Kristian Kohlmannslehner, pubblicandolo ufficialmente il 10 gennaio 2014 tramite Redfield Records e Warner Music Japan.
Tra il 2015 e il 2017 pubblicano altri due album: Crystals e The Scene, che vedono la partecipazione di artisti internazionali come Sido ed i Little Big.
Nell'agosto 2019 gli Eskimo Callboy pubblicano il singolo Hurricane, primo estratto dal loro quinto album in studio, Rehab, pubblicato il 1º novembre 2019. Dopo l'uscita di Rehab, la band annuncia il Rehab European Tour 2019.
Il 12 febbraio 2020 la band si separa ufficialmente dal cantante "Sushi". Il 24 aprile seguente il frontman Kevin Ratajczak annuncia su YouTube che, dopo una fase di candidatura, era terminata la ricerca del nuovo cantante e il 4 giugno 2020 pubblica un video che annuncia che Nico Sallach (ex cantante dei To the Rats and Wolves) sarebbe stato il nuovo cantante della band. La prima pubblicazione con la nuova formazione è stato il singolo Hypa Hypa, uscito il 19 giugno; ad esso ha fatto seguito un altro singolo, Hate/Love, e l'EP MMXX.

### Cambio di nome,Tekkno(2021-presente)

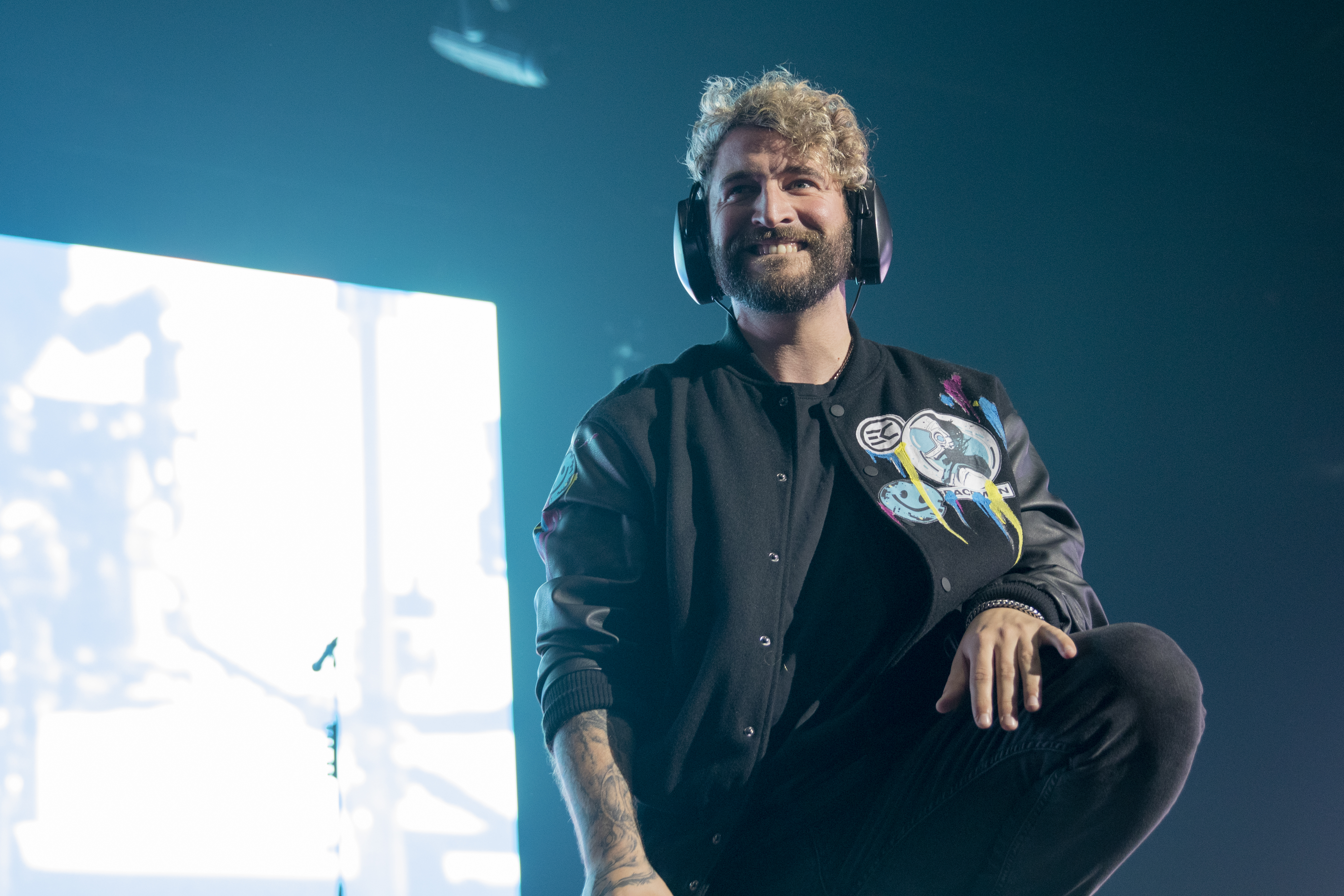
Nico Sallach, cantante del gruppo dal 2020

Il 3 settembre 2021 il gruppo ha pubblicato il singolo We Got the Moves, seguito il 3 dicembre da Pump It, quest'ultimo presentato alla selezione nazionale tedesca per l'Eurovision Song Contest 2022, senza essere inclusa nell'elenco finale dei partecipanti.
Il 22 dicembre 2021 la formazione ha rivelato di procedere alla rimozione di tutti i vecchi brani considerati offensivi da tutte le piattaforme digitali, oltre ad aver preso in considerazione il cambio di nome. Il 9 marzo 2022 cambiano ufficialmente il nome in Electric Callboy, poiché la parola Eskimo può essere vista come un nome dispregiativo per i popoli eschimesi degli Inuit e Yupik. Successivamente ripubblicano anche l'artwork dei loro album precedenti con il loro nuovo nome.
L'8 aprile seguente pubblicano la prima canzone con il nuovo nome, Spaceman, assieme al rapper Finch. Il 15 aprile annunciano il loro nuovo album in studio, Tekkno, con data di pubblicazione inizialmente fissata al 9 settembre e contenente i singoli precedentemente pubblicati: We Got the Moves, Pump It e Spaceman.
L'8 luglio la band pubblica il singolo Fckboi, con il gruppo metalcore statunitense Conquer Divide; nel mentre annunciano il cambio della data d'uscita dell'album dal 9 al 16 settembre.

## Formazione
Attuale
- Kevin Ratajczak – voce, tastiera, sintetizzatore, programmazione (2010-presente)
- Daniel Haniß – chitarra (2010-presente)
- Pascal Schillo – chitarra (2010-presente)
- Daniel Kloßek – basso (2010-presente)
- Nico Sallach – voce (2020-presente)

Turnisti
- Frank Zummo – batteria (2024, 2025-presente)

Ex componenti
- Michael "Micha" Malitzki – batteria (2010-2012)
- Sebastian "Sushi" Biesler – voce (2010-2020)
- David Friedrich – batteria (2012-2025)

## Discografia

### Album in studio
- 2012 – Bury Me in Vegas
- 2014 – We Are the Mess
- 2015 – Crystals
- 2017 – The Scene
- 2019 – Rehab
- 2022 – Tekkno

### Album dal vivo
- 2018 – The Scene - Live in Cologne
- 2023 – Hypa Hypa Tour - Live in Ludwigsburg

### EP
- 2010 – Eskimo Callboy
- 2020 – MMXX